# Lodewijk De Witte
Lodewijk Maria Johannes Jozef Augustinus De Witte, detto Lode (Zwevegem, 12 dicembre 1954), è un politico belga, esponente del Partito Socialista Differente e attuale governatore della provincia del Brabante Fiammingo a partire dal 1º gennaio 1995.

## Biografia
Dopo gli studi alla Katholieke Universiteit Leuven, è rimasto attivo come ricercatore e si è specializzato in questioni relative al diritto del lavoro. A partire dal 1981, ha fatto parte dell'Istituto Emile Vandervelde, dove è diventato un funzionario pubblico nel 1988. Inizialmente, ha lavorato al Ministero degli Affari Interni, e successivamente viene nominato consigliere e capo di gabinetto aggiunto del ministro Louis Tobback.
Nel 1994 è stato nominato commissario di governo e gli è stato affidato il compito di preparare la divisione della provincia unitaria belga del Brabante. È diventato il primo governatore del Brabante Fiammingo di recente creazione, che esiste a fianco della provincia del Brabante Vallone dal 1º gennaio 1995.